# Marcel Jouhandeau
Marcel Jouhandeau (Guéret, Creuse, 26 de julio de 1888-Rueil-Malmaison, 7 de abril de 1979) fue un escritor francés.

## Biografía
Nació en Guéret en 1888 y creció en un mundo de mujeres presidido por su abuela. Bajo la influencia de una joven del Carmel de Limoges, Jouhandeau abrazó un catolicismo místico y durante algún tiempo pensó en entrar en un seminario. Sin embargo, en 1880 dejó París, donde había estudiado primero en el Liceo Enrique IV y después en La Sorbona, donde comenzó a escribir. En 1912 se convirtió en profesor en una escuela de Saint-Jean-de-Passy.
Siendo aún muy joven, Marcel Jouhandeau descubrió sus sentimientos homosexuales, lo que le provocó mucha culpa por considerarlo una ofensa a Dios. Aun así, sus sentimientos de culpa no le hicieron evitar involucrarse en numerosos actos homosexuales, y su vida se movió entre la celebración del cuerpo masculino y la mortificación de la sexualidad. En 1914, durante una crisis mística, quemó sus manuscritos e intentó suicidarse. Una vez que la crisis pasó volvió a escribir y creó las crónicas rurales que le traerían sus primeros éxitos literarios.
Durante la Primera Guerra Mundial comenzó como secretario en su ciudad natal. En 1924 publicó Les Pincengrain, una distinguida crónica sobre los habitantes de Guéret que impactó a sus ciudadanos. Sus viajes le dieron la oportunidad de entregarse al amor de los hombres, como él mismo rememoró en L'amateur d'imprudences (1932).
A los 40 años de edad se casó con una bailarina, Élisabeth Toulemont, conocida como "Elyse", la anterior amante de Charles Dullin e íntima amiga de Jean Cocteau y Max Jacob. Ella esperaba que le haría deshacerse de sus tendencias homosexuales. Durante este período él llevó a cabo un trabajo sobre moralismo cristiano —De l'abjection (1939)— antes de volver a entregarse a los brazos de los hombres —para el disgusto de su mujer—, sobre lo que escribió en Chronique d'une passion (1949) y en Eloge de la volupté (1951).
Jouhandeau y su mujer adoptaron a una niña llamada Céline, que daría a luz a un bebé, Marc. Tras la muerte de Élise en 1971, Jouhandeau terminó sus días en Rueil-Malmaison con Marc.
Jouhandeau ha sido descrito como antisemita. En 1938 escribió un panfleto antijudío, Le Péril Juif ('El peligro judío').

## Obras
- La jeunesse de Théophile (1921)
- Les Pincengrain (1924)
- Prudence Hautechaume (1927)
- Monsieur Godeau intime (1926)
- L'amateur d'imprudences(1932)
- Monsieur Godeau marié (1933)
- Chaminadour (1934-1941)
- Algèbre des valeurs morales (1935)
- Le Péril Juif, Editions Sorlot, 1938.
- Chroniques maritales (1938)
- De l'abjection (1939)
- Essai sur moi-même (1947)
- Scènes de la vie conjugale (1948)
- Mémorial (1948)
- La faute plutôt que le scandale (1949)
- Chronique d'une passion (1949)
- Eloge de la volupté (1951)
- Dernières années et mort de Véronique (1953)
- Contes d'enfer (1955)
- Léonora ou les dangers de la vertu (1955)
- Carnets de l'écrivain (1957)
- L'école des filles (1960)
- Journaliers (1961-1978)
- Les instantanés de la mémoire (1962)
- Trois crimes rituels (1962).
- Du pur amour (1970)
- Pages égarées (1980)

- Datos: Q561479
- Multimedia: Marcel Jouhandeau / Q561479